# 石元丈晴
石元丈晴（1970年5月29日—），日本电子游戏作曲家、合成器程序员及音乐家，现就职于史克威尔艾尼克斯（原史克威尔）。他于1999年加入史克威尔并担任《圣剑传说 玛娜传奇》的合成器程序员，之后又在几部游戏中担任同职。在2002年他转为担任作曲家，首个作品是《World Fantastista》。此后他又为《美妙世界》、《最终幻想 纷争》和《最终幻想 零式》等几部大制作游戏谱曲。除了在史克威尔艾尼克斯就职，他还担任SAWA——由他和Sawa Kato在2008年组建的乐队——的作曲人及吉他手，乐团发行了专辑《333》。

## 傳記
據石元丈晴稱，他最早陷入音樂是因為他住在鄉村，沒有其他事情可做。在成為作曲家之前，他首先擔任合成器程式員——负责1999年的《圣剑传说 玛娜传奇》。在几部游戏后，他开始担任作曲家，并首先为《World Fantasista》配乐。2004年他开始为最终幻想系列作品配乐，而在此之前他曾担任《最终幻想X》的合成器程序员。他最后一部担任合成器程序员的作品是2005年游戏《王国之心II》；之后他就只为史克威尔艾尼克斯担任作曲家。他已经为两部最终幻想作品《最终幻想 纷争012》和《最终幻想 零式》配乐。
石元还是日本乐团SAWA的成员，在乐团中他以HIZMI署名。他和Sawa Kato在2008年10月建立乐团。Sawa为石元《美妙世界》原生的几首歌演唱并作词。乐队发行了一张专辑《333》。

## 风格与影响
石元入选IGN 2008年十大JRPG谱曲家的第十名。石元以多种流派作曲，仅在《美妙世界》中就是用了摇滚、嘻哈、电子、流行和实验音乐。

## 音乐作品
合成器程序员
- 圣剑传说 玛娜传奇（1999） － 与岩崎英则、野田博郷、山崎良合作
- 放浪冒险谭（2000） － 与岩崎英则、野田博郷合作
- 全明星摔角（2000）
- Final Fantasy X（2001） － 与河盛庆次、山崎良合作
- 全明星摔角II（2001）
- 全明星摔角III（2003）
- 王国之心 记忆之链（2004）
- 王国之心II（2005）

作曲
- World Fantasista（2002） － 与祖坚正庆合作
- 危机之前 -最终幻想VII-（2004）
- 最终命令 -最终幻想VII-（2005）
- Monotone（2007）
- 美妙世界（2007）
- 核心危机 -最终幻想VII-（2007）
- 最终幻想 纷争（2008）
- 王国之心 梦中降生（2010） － 与下村阳子、关户刚合作
- 最终幻想 纷争012（2011）
- 最终幻想 零式（2011）
- 王国之心 3D 梦降深处（2012） － 与下村阳子、关户刚合作
- 最终幻想Agito（2014）
- 王国之心3（2019） － 与下村阳子、关户刚合作
- 新美妙世界（2021）